# 吴磊
吳磊（1999年12月26日—），出生於上海，祖籍四川省廣安市，中國內地影視男演員，畢業於北京電影學院表演系。 2005年，年僅6歲的吴磊參演劇集《封神榜之鳳鳴岐山》踏入演藝圈。2009年，憑演出處境劇《家有外星人》（飾演唐不苦）和《淘氣包馬小跳》（飾演馬小跳）而被觀眾認識。2015年，憑藉古裝權謀劇《瑯琊榜》飛流一角獲得國劇盛典最具潛質演員獎。2017年，分別主演改編自天蠶土豆同名小說的古裝玄幻劇《鬥破蒼穹》（飾演蕭炎）及改編自南派三叔同名小說的探險題材劇《沙海》（飾演黎簇）。2018年在張藝謀作品《影》中飾演少年武將楊平一角。2020年參演以電競為題材的青春熱血勵志劇《穿越火線》（飾演路小北）。2021年，在古裝傳奇劇《長歌行》中飾演男主角阿詩勒隼；同年7月，在青春電影《盛夏未来》中飾演男主角鄭宇星；9月，在青春勵志年代劇《啟航：當風起時》中飾演男主角蕭闖，該劇入選廣電總局2021年度優秀網絡視聽作品；10月，在吳京執導的獻禮電影《我和我的父辈》《乘風》篇飾演馬乘風。2022年，在古裝群像劇《星漢燦爛·月升滄海》中飾演男主角凌不疑。2023年，吳磊主演都市劇《愛情而已》，飾演男主角宋三川。同年12月，吳磊獲得騰訊星光大賞「年度卓越藝人獎」。 2024年，在現代愛情劇《在暴雪時分》中飾演男主角職業斯諾克選手林亦揚；同年4月，電影《草木人間》上映，吳磊在片中飾演男主角何目蓮。該片累計票房超過一億，入圍第36屆東京國際電影節主競賽單元，並獲選為北京電影節開幕電影；同年5月，吳磊親自執導並主演的個人騎行視頻IP欄目《騎有此理》第三季瓦努阿圖篇播出（首季烏蘭布統篇於2022年2月4日播出，第二季北疆篇於2023年8月28日播出）。該節目自推出至今，獲全平台高讚口碑，並獲央媒獨家專訪。三季視頻總播放量超過4億，話題總閱讀量超過40億，第一、二季豆瓣評分分別為9.5和9.6分。同年11月，參演的近代革命劇《西北歲月》播出，在劇中飾演少年習仲勛。2025年1月，獲騰訊視頻星光大賞「年度影響力電視劇演員」及CMG第三屆中國電視劇年度盛典突破男演員獎。同年6月，由管虎、費振翔共同執導，吳磊與朱一龍、倪妮一同領銜主演的電影《东极岛》宣佈定檔8月8日全國上映。

## 演藝歷程
- 1999年，吳磊出生於上海市，祖籍四川省廣安市，並在成都讀書長大，中學就讀於成都市列五中學。

- 2002年，3歲的吳磊獲邀接演第一個廣告《黄金搭檔》，並在兩年内演出逾50個廣告，啟發了他的表演天份。

- 2005年12月，他參與拍攝神話劇《封神榜之鳳鳴岐山》，飾演「小哪吒」一角而從此踏入演藝圈。

- 2006年9月，吳磊参演的古裝劇《少年楊家將》播出，他在劇中飾演了幼年時期的楊六郎。2007年2月6日，《封神榜之鳳鳴岐山》在中央八套播出。

- 2008年8月，參演魔幻武俠劇《魔劍生死棋》；10月，參演民國情感劇《順娘》。

- 2009年4月7日，在年代懸疑情感劇《深宅》中飾演富家少爺喬偉；7月，主演科幻情景喜劇《家有外星人》，並在劇中飾演唐不苦；11月，在民國年代劇《娘妻》中飾演童年時期的高耀宗；同年，主演家庭片《川川和洋洋》，並在片中飾演洋洋。

- 2010年6月，在民國愛情劇《誰知女人心》中飾演喜兒。

- 2011年，主演電視劇版《淘氣包馬小跳》，飾演劇中男主角「馬小跳」，並在2011年第28屆中國電視劇飛天獎內榮獲「少兒電視劇二等獎」。10月17日，在家庭倫理劇《團圓》中飾演童年劉士文；同年，出演了科幻劇《烏托邦辦公室》。

- 2012年6月，主演的武俠劇《自古英雄出少年》首播，在劇中飾演了官家子弟邵揚。

- 2013年6月，參演家族懸疑劇《娘心》首播，在劇中一人飾演兩角，少年天成和王明輝；隨後，參演古裝神話劇《蓬萊八仙》；9月，在情感劇《說好不流淚》中飾演冷天佑；同年，還参演了愛情劇《紅轎子》。

- 2014年，參與正版《神雕俠侶》，飾演「童年楊過」。

- 2015年5月3日，作為固定嘉賓加盟趣味代際對抗益智節目《好好學吧》，在節目中擔任守擂隊長；6月16日，其主演的古裝跨次元互動網劇《仙劍客棧》在優酷首播，在劇中飾演了餘杭鎮資深店小二李逍遙；7月7日，與胡冰卿、楊洋合作主演了青春勵志劇《旋風少女》，並在劇中飾演平時樣子懶散、實則深藏不露的松柏道館的師兄胡亦楓；9月19日，與胡歌、劉濤、王凱等人共同出演的古裝謀權劇《琅琊榜》播出，在劇中飾演因為幼時經歷導致心智不全但武功奇高的少年護衛飛流，憑借該劇獲得愛奇藝之夜最受歡迎新人及國劇盛典最具潛質演員獎；隨後，主演魔幻3D電影《奇跡：追逐彩虹》；11月29日，參演古裝武俠劇《秦時明月》首播，在劇中飾演秦末代皇帝子嬰。

- 2016年1月22日，以固定嘉賓的身份加盟真人秀節目《二十四小時》第一季[1]；3月1日，與朴海镇、李菲儿合作主演的都市愛情偶像劇《遠得要命的愛情》首播，在劇中飾演單親少年孟嚮；3月20日，與張翰、古力娜扎共同出演的《山海經之赤影傳說》播出，在劇中飾演了活潑站皮鬼點子的土豪神仙石佩佩[2]；隨後，主演3D奇幻電影《大鬧東海》；7月20日，再次主演青春勵志劇《旋風少女第二季》[3]。

- 2017年1月3日，領銜主演的古裝奇幻劇《奇星記之鮮衣怒馬少年時》首播，在劇中飾演半人半魔的少年英雄展雄飛，該劇在收官時播放總量超13億[4][5]；隨後，搭檔林允主演改編自天蠶土豆同名小說的古裝玄幻剧《鬥破蒼穹》，並在劇中飾演蕭炎[6]；2月3日，繼續加盟真人秀節目《二十四小時第二季》[7]；3月，參演張藝謀作品《影》，演少年武將楊平一角[8]；5月5日，以固定主持的身份加盟原創文化探秘類節目《七十二層奇樓》；同年9月，年僅17歲的吴磊登上福布斯中國名人榜63位。這一年上榜的僅3人未滿20歲，吴磊是最小的[9]；9月30日，主演的動作影片《極致追擊》上映，在片中飾演精通各種高端科技的天才少年唐叮當[10]；同年，領銜主演探險題材劇《沙海》，並在劇中飾演探險關鍵人黎簇[11]。

- 2018年，吳磊以中專學歷報考北京電影學院，在藝考中，他以總分92.85分獲得表演專業全國第一，成為當年全國表演專業狀元(其中台詞95分、表演94分和形體展示90分)。這一分數至今仍是北電改革後的最高分紀錄。據悉，該年北電總報考人次創歷史新高，共有45077名考生，幾萬人之中只錄取490人，競爭相當激烈。而表演專業亦是該校錄取難度最高的專業之一[12]；同年7月，由吳磊主演的季播劇《沙海》播出，騰訊視頻累計網絡播放量突破50億[13]；2018年8月，吴磊入選了該年度福布斯中国30位30岁以下精英榜。當年年僅18歲的他是該榜單中最年輕的演員之一[14]；9月，《鬥破蒼穹》網台同播，截止收官全網播放量突破47.8億[15]；同年，張藝謀作品《影》上映[16]。

- 2019年2月4日，中央廣播電視總台春節聯歡晚會，吳磊與秦嵐、江疏影、景甜、王俊凯、王源、易烊千璽演唱歌曲《我們都是追夢人》[17]。2019年8月，在福布斯中國名人榜，名列第29名[18]。

- 2020年1月24日，在中央廣播電視總台春節聯歡晚會上與賈冰、秦嵐、張若昀、沙溢表演小品《風雪餃子情》；4月，主演家庭都市劇《什剎海》；7月20日，與鹿晗領銜主演的網劇《穿越火線》開播；9月30日，參加2020央視國慶晚會《中國夢·祖國頌——2020國慶特別節目》，與關曉彤合唱歌曲《微微》。

- 2021年3月31日，與迪麗熱巴主演的古裝歷史劇《長歌行》開播，在劇中飾演草原部落鷹師特勤阿詩勒隼；5月4日，參加《奮鬥正青春——2021年五四青年節特別節目》，與迪麗熱巴等一同表演歌曲《青春》；同日，參演的電視劇《理想照耀中国》播出；7月30日，與張子楓合作主演由陳正道執導的青春電影《盛夏未来》上映，在片中飾演喜歡電子音樂的校園網紅鄭宇星；9月14日，與侯明昊領銜主演的網劇《啓航：當風起時》在騰訊視頻全網獨播，在劇中飾演蕭闖一角；10月1日，主演的電影《我和我的父輩》上映，飾演兒子馬乘風；11月，加盟騰訊視頻職場觀察類綜藝《令人心動的offer (第三季)》醫學生季，擔任飛行加油團成員；12月31日，參加《啓航2022——中央廣播電視總枱跨年晚會》，表演節目《永不消逝的電波》。

- 2022年1月31日，在中央廣播電視總台春節聯歡晚會表演節目《歡樂吉祥年》；隨後，推出個人騎乘影片IP欄目《騎有此理》第一季；3月15日，搭檔蔣勤勤主演的電影《草木人間》在杭州開機；5月4日，參加央視《奮鬥的青春——2022年五四青年節特別節目》，和宋軼共同演唱歌曲《夢發光》；5月8日，搭檔周雨彤領銜主演的都市情感劇《愛情而已》宣佈開機，在劇中飾演運動員宋三川；5月，參加大型文化節目《從延安出發》，與100歲前輩藝術家孟於促膝長談，交流80年文藝創作歷史[19]；7月5日，與趙露思合作主演的古裝群像劇《星漢燦爛·月升滄海》開播，吳磊在劇中飾演新帝義子，少年將軍凌不疑。同年，榮獲中美電視節年度優秀青年演員獎。

- 2023年1月21日，在中央廣播電視總台春節聯歡晚會演唱歌曲《花開種花家》；3月，《愛情而已》播出；8月28日，《騎有此理》第二季·北疆篇正式上線；9月，《不虛此行》上映；同年12月，吳磊獲得騰訊視頻星光大賞年度卓越藝人獎。

- 2024年2月2日，領銜主演電視劇《在暴雪時分》播出，在劇中飾演天才斯諾克球手林亦揚；4月，電影《草木人間》上映；5月1日，《騎有此理》第三季·瓦努阿圖篇上線； 10月1日，客串參演的電影《爆款好人》上映，飾演兒子張小景。11月5日，參演的近代革命劇《西北歲月》播出，在劇中首四集飾演少年習仲勛。據中國視聽大數據統計，該劇首播當天收視率為2.904%，播出第二天收視率超過3%，開播以來在電視大屏累計收視4.62億戶次[20]。

- 2025年1月4日，獲騰訊視頻星光大賞「年度影響力電視劇演員」；1月28日，在中央廣播電視總台春節聯歡晚會表演歌曲《過年好》。1月29日，吴磊獲得CMG第三屆中國電視劇年度盛典突破男演員獎[21]；4月18日，出席北京國際電影節。6月11日，由管虎、费振翔共同執導，吳磊與朱一龍、倪妮一同領銜主演的電影《东极岛》宣佈定檔8月8日全國上映[22]；6月13日，獲得2025微博電影之夜「年度品質演員」。

## 影視作品

### 电视剧
| 年份   | 名稱                     | 角色                  | 備註             |
| ------ | ------------------------ | --------------------- | ---------------- |
| 2006年 | 陈赓大将                 | 知非                  |                  |
| 2006年 | 少年杨家将               | 杨延昭（童年）        |                  |
| 2006年 | 黄飞鸿五大弟子           | 黄立维                |                  |
| 2006年 | 封神榜之凤鸣岐山         | 哪吒（童年）          |                  |
| 2006年 | 長恨歌                   | 毛毛（童年）          |                  |
| 2007年 | 雪中红                   | 井志忠（童年）        |                  |
| 2007年 | 媳妇的眼泪               | 小明辉                |                  |
| 2007年 | 魔剑生死棋               | 官云宝                |                  |
| 2007年 | 顺娘                     | 陈金水                |                  |
| 2008年 | 还君明珠                 | 小马骏                |                  |
| 2008年 | 富贵在天                 | 承砚                  |                  |
| 2008年 | 宁为女人                 | 思辰                  |                  |
| 2008年 | 大珍珠                   | 文昌                  |                  |
| 2008年 | 生死谍恋                 | 小志                  |                  |
| 2008年 | 妈妈为我嫁               | 洪佳辉                |                  |
| 2008年 | 船娘雯蔚                 | 家杨                  |                  |
| 2009年 | 新包青天                 | 宋仁宗（太子）        | 客串             |
| 2009年 | 深宅                     | 乔伟                  |                  |
| 2009年 | 家有外星人               | 唐不苦                |                  |
| 2009年 | 难为女儿红               | 丁中信                |                  |
| 2009年 | 娘妻                     | 高耀宗（童年）        |                  |
| 2009年 | 多情女人痴情男           | 冯宽（童年）          |                  |
| 2010年 | 谁知女人心               | 富喜儿                |                  |
| 2010年 | 风雨雕花楼               | 顾达新                |                  |
| 2011年 | 爱情有点蓝               | 毛毛                  |                  |
| 2011年 | 家有外星人2              | 唐不苦                |                  |
| 2011年 | 淘气包马小跳             | 马小跳                |                  |
| 2011年 | 天涯赤子心               | 大宝                  |                  |
| 2011年 | 乌托邦办公室             | 木星男                | 网剧             |
| 2011年 | 团圆                     | 刘士文（童年）        | 客串             |
| 2011年 | 后宫                     | 汪直（童年）          | 客串             |
| 2012年 | 自古英雄出少年           | 邵扬（大丈夫）        |                  |
| 2012年 | 奶奶再爱我一次           | 黄瀛生                |                  |
| 2012年 | 我的妈妈是天使           | 姜小强                |                  |
| 2013年 | 怒海情仇（又名：胜利者） | 程毅（童年）          | 客串             |
| 2013年 | 娘心                     | 王明辉/王天成（童年） |                  |
| 2013年 | 说好不流泪               | 冷天佑                |                  |
| 2013年 | 红轿子                   | 车文轩（童年）        | 客串             |
| 2014年 | 后妈的春天               | 铁雄（童年）          | 客串             |
| 2014年 | 神雕侠侣                 | 杨过（童年）          | 客串             |
| 2015年 | 仙劍客棧                 | 李逍遙/一貧           | 网剧             |
| 2015年 | 旋风少女（第一季）       | 胡亦枫                |                  |
| 2015年 | 琅琊榜                   | 飞流                  |                  |
| 2015年 | 秦时明月                 | 子婴                  |                  |
| 2016年 | 女医·明妃传              | 朱见深                |                  |
| 2016年 | 远得要命的爱情           | 孟响                  |                  |
| 2016年 | 山海经之赤影传说         | 石佩佩                |                  |
| 2016年 | 旋风少女（第二季）       | 胡亦枫                |                  |
| 2017年 | 奇星记之鲜衣怒马少年时   | 展雄飞                |                  |
| 2018年 | 沙海                     | 黎簇                  | 网剧             |
| 2018年 | 鬥破苍穹                 | 萧炎                  |                  |
| 2020年 | 上古密约                 | 百里鸿烁              |                  |
| 2020年 | 什刹海                   | 项东                  | 客串             |
| 2020年 | 穿越火线                 | 路小北                | 网剧             |
| 2021年 | 長歌行                   | 阿詩勒隼              |                  |
| 2021年 | 理想照耀中国             | 方大曾                | 單元《我是小方》 |
| 2021年 | 启航：当风起时           | 蕭闖                  | 网剧             |
| 2022年 | 星汉灿烂·月升滄海        | 凌不疑/霍無殤         | 网剧             |
| 2023年 | 愛情而已                 | 宋三川                |                  |
| 2023年 | 蓬莱八仙                 | 曹国舅（童年）        | 2013年拍攝       |
| 2024年 | 在暴雪时分               | 林亦揚                |                  |
| 2024年 | 西北岁月                 | 习仲勋（少年）        |                  |
| 待播   | 魔法乐天树               | 丁乐天                | 2010年拍攝       |
| 待播   | 书圣王羲之               | 王献之                | 2014年拍攝       |

### 電影
| 年份   | 名稱               | 角色              | 備註       |
| ------ | ------------------ | ----------------- | ---------- |
| 2006年 | 北魏传奇之宏图恨   | 拓跋恂            |            |
| 2008年 | 火线追凶之死亡地带 | 小虎              |            |
| 2009年 | 川川和洋洋         | 洋洋              |            |
| 2010年 | 80后               | 少年明远          |            |
| 2016年 | 蜜丝炸弹           | 李润土            |            |
| 2017年 | 极致追击           | 叮噹（Ding Dong） |            |
| 2017年 | 奇迹：追逐彩虹     | 小程              |            |
| 2018年 | 阿修羅             | 如意              |            |
| 2018年 | 影                 | 楊平              |            |
| 2019年 | 坠机               |                   | 禁毒微电影 |
| 2019年 | 寵愛               | 陈乐云            |            |
| 2021年 | 盛夏未来           | 郑宇星            |            |
| 2021年 | 我和我的父辈       | 馬乘風            |            |
| 2023年 | 学爸               | 小王              | 客串       |
| 2023年 | 不虚此行           | 小尹              |            |
| 2024年 | 草木人间           | 何目莲            |            |
| 2024年 | 爆款好人           | 张小景            |            |
| 2025年 | 东极岛             | 阿蕩              |            |
| 待上映 | 入型入格           | 葉洪王            |            |
| 待上映 | 群星閃耀時         |                   |            |
| 待上映 | 大闹东海           | 哪吒              |            |

### 固定綜藝節目
| 年份   | 日期             | 電視台   | 節目名稱          |
| ------ | ---------------- | -------- | ----------------- |
| 2016年 | 1月22日-4月8日   | 浙江衛視 | 二十四小時第一季  |
| 2017年 | 2月3日-4月7日    | 浙江衛視 | 二十四小时第二季  |
| 2017年 | 5月5日-7月28日   | 湖南衛視 | 七十二層奇樓      |
| 2018年 | 3月24日-6月16日  | 湖南衛視 | 我是大侦探        |
| 2019年 | 10月25日-1日10日 | 湖南卫视 | 亲爱的·客栈第三季 |

### 音樂作品
| 年份   | 歌名           | 備註                                               | 形式         |
| ------ | -------------- | -------------------------------------------------- | ------------ |
| 2024年 | Love and Shine | 電視劇《在暴雪時分》插曲（董冬冬作曲、王九禮作詞） | 主唱（英文） |

## 個人創作

### 出版著作
- 2020年，吴磊在二十歲生日時推出個人作品《地面飛行》，以「成長就是一段地面飛行的旅途」為主題，用文字來表達自己對演員這個職業的理解，以及對未來的期許。書中收錄了他對「成長」的感悟、對「演員」這個身份的思考，以及一些生活瞬間的記錄。這本書也表達了吳磊「帶著飛翔的高度，懷著飛翔的心情與嚮往」的願望。

### 報章撰文
- 2025年7月8日，吳磊獲《人民日報》副刊邀請，以作為年青演員代表之一的身分，撰文向92歲中國國家話劇院一級演員游本昌致敬及分享體會[23]。

### 個人騎行視頻IP欄目
| 年份   | 日期    | 節目名稱         | 集數 |
| ------ | ------- | ---------------- | ---- |
| 2022年 | 2月4日  | 第一季烏蘭布統篇 | 4集  |
| 2023年 | 8月28日 | 第二季北疆篇     | 3集  |
| 2024年 | 5月1日  | 第三季瓦努阿圖篇 | 2集  |

## 獎項

### 大型頒獎禮獎項
| 年份 | 名稱                                               | 獎項                       | 結果 |
| 2015 | 2015國劇盛典                                       | 最具潛質演員獎             | 獲獎 |
| 2015 | 第4屆愛奇藝尖叫之夜                                | 最受歡迎新人獎             | 獲獎 |
| 2016 | 第16屆音樂風雲榜年度盛典                           | 最受歡迎電視劇偶像         | 獲獎 |
| 2016 | 騰訊視頻星光大賞                                   | 年度飛躍藝人獎             | 獲獎 |
| 2016 | 2015微博之夜                                       | 微博年度實力新人獎         | 獲獎 |
| 2016 | 優酷盛典                                           | 年度實力偶像獎             | 獲獎 |
| 2017 | 時裝之夜年度盛典                                   | 追夢時代解讀者獎           | 獲獎 |
| 2017 | 騰訊視頻星光大賞                                   | doki年度大勢藝人獎         | 獲獎 |
| 2017 | 網易娛樂跨界盛典                                   | 最具人氣男演員             | 獲獎 |
| 2018 | 微博電影之夜                                       | 微博人氣演員               | 獲獎 |
| 2018 | 時代能量·時裝之夜年度盛典                          | 時代衝擊力                 | 獲獎 |
| 2018 | COSMO時尚美麗盛典                                  | 年度青春美麗偶像獎         | 獲獎 |
| 2018 | 2018星光盛典                                       | 年度飛躍電視劇演員         | 獲獎 |
| 2019 | 2018微博之夜                                       | 微博年度人氣藝人           | 獲獎 |
| 2019 | 2018閱文超級IP風雲盛典                             | 超級IP人氣之星             | 獲獎 |
| 2019 | 2018-2019中國文娛金數據發佈盛典                    | 年度網劇播放量貢獻男藝人獎 | 獲獎 |
| 2019 | 第26屆華鼎獎                                       | 全國十佳觀眾最喜愛電視演員 | 獲獎 |
| 2021 | 微博電影之夜                                       | 年度期待演員               | 獲獎 |
| 2022 | 中美電視節（《星漢燦爛·月升滄海》）                | 年度優秀青年演員獎         | 獲獎 |
| 2022 | 第18屆金天使獎（《星漢燦爛·月升滄海》）            | 年度優秀青年演員獎         | 獲獎 |
| 2022 | 第19屆電影頻道傳媒大獎（電影《盛夏未來》）         | 最受傳媒關注男主角         | 提名 |
| 2022 | 第13屆中國電影導演協會（電影《盛夏未來》）         | 年度男演員                 | 提名 |
| 2022 | 第36屆百花獎（電影《我和我的父輩》）               | 最佳男主角                 | 提名 |
| 2023 | 騰訊星光大賞                                       | 年度卓越藝人獎             | 獲獎 |
| 2023 | 微博之夜                                           | 年度質感演員               | 獲獎 |
| 2024 | 微博之夜                                           | 年度品質演員               | 獲獎 |
| 2024 | 第36屆東京國際電影節主競賽單元（電影《草木人間》） | 最佳男主角                 | 提名 |
| 2024 | 中國電視劇品質盛典                                 | 年度品質影響力劇星         | 獲獎 |
| 2025 | 微博電影之夜                                       | 年度品質演員               | 獲獎 |
| 2025 | CMG第三屆中國電視劇年度盛典                        | 年度突破・男演員獎         | 獲獎 |

## 公益活動
- 2009年，吴磊參與錄製中央電視台大型電視公益節目《开学第一课》[24]。
- 2013年7月23日，他出席由騰訊遊戲頻道、腾讯微博及騰訊公益共同舉辦的「微愛匯聚為愛拼搏 —— #給孩子送個玩具#」公益項目發布會[25]。
- 2016年5月24日，他與周迅一同完成OneNight 2016「给小孩」公益活動[26]。
- 2016年7月16日，與周迅、周笔畅等一起参加OneNight「给小孩」關愛殘障兒童公益演唱會。
- 2017年9月1日，吴磊再次参与公益节目《开学第一课》，并演唱主题歌《第一课》和《梦想开始的地方》[27]；与此同时，他还零片酬出演公益广告《一书一世界，阅快乐阅青春》，意在呼吁全民阅读经典，倡导青少年快乐阅读[28]；10月7日，以演艺明星的身份受邀参加NBA中国赛助阵比赛，并与球员进行互动，同时他还加入杜兰特战队参加比赛，关键时刻投入决胜球助攻赢得胜利[29]；10月8日，在NBA球迷日中吴磊全程在场边观战为偶像加油助威[30]；12月23日，吴磊为家乡四川的孩子们捐赠了一座“三石阳光童趣园”，同时还亲自参与搭建[31]。
- 2018年8月底，第二座“三石阳光童趣园”在云南省某山区幼儿园建成，由吴磊捐赠并参与搭建[32]；10月12日，吴磊出席芭莎明星慈善夜，为“课后一小时”公益项目助力，并作为嘉宾助力艺术品拍卖[33]；10月13日，吴磊作为宣传大使和节旗交接仪式旗手出席第五届丝绸之路国际电影节[34]；12月，吴磊赶赴海南省白沙黎族自治县，参与由电影频道节目中心主办的公益项目“脱贫攻坚战——星光行动”。活动中，吴磊亲自对当地的全域旅游发展和传统橡胶产业创新进行了调研，并参与对当地的宣传和推广，呼吁更多人参与到“脱贫攻坚战”的行动中来[35]。
- 2020年，北京冬奧組委策劃推出“愛豆喊你來助力北京2022”活動，邀請了吳磊圍繞冬奧會籌辦、吉祥物發佈、冬奧會比賽項目，結合北京冬奧會和冬殘奧會倒計時進程，推出系列推介短片，為助力北京2022發出最強音[36]。
- 2021年7月21日，因鄭州暴雨，吳磊向鄭州市紅十字會捐款100萬元[37]。
- 2022年，擔任野生救援公益大使[38]。
- 2023年4月，擔任第十三屆北京國際電影節青年宣傳推廣大使[39]。
- 2025年1月，西藏日喀則市定日縣發生6.8級地震，吳磊提供資金支持[40]。

## 評價
- 在《仙劍客栈》中吳磊飾演李逍遥，其監製「仙劍之父」姚仙表示：「胡歌是19歲的逍遥哥哥，吳磊是少年版的逍遥弟弟。無論是胡歌還是吳磊，都符合我心中的李逍遙形象。」[41]
- 吳磊在表演上非常認真，具有專業精神。用「德藝雙馨」來形容吳磊的表現[42]。（導演探花評）
- 吳磊在《星汉灿烂·月升沧海》中，以成熟演技擺脫舊有的「弟弟」形象，演活了凌不疑成熟穩重的特質，不只擄獲不少書迷，更是得到小說作者關心則亂「神仙選角」[43]的讚美。
- 吳磊曾在多次的公開場合中巧妙化解媒體對女星的犀利問題，兼具高情商與體貼的救援場面往往都會造成網友熱議[44]。

## 外部連結
- 吴磊的新浪微博
- 吴磊工作室的新浪微博
- 吴磊的Instagram帳戶
- 吴磊的抖音號
- 吴磊在互联网电影资料库（IMDb）上的資料（英文）
- 吴磊在香港影庫上的簡介
- 吴磊在豆瓣上的资料（简体中文）